# Gran Premio Jean-Pierre Monseré 2019
La 8.ª edición de la clásica ciclista Gran Premio Jean-Pierre Monseré, fue una carrera en Bélgica que se celebraba el 10 de marzo de 2019 con inicio en la ciudad de Aalter y final en la ciudad de Roeselare sobre un recorrido de 201,7 kilómetros.
La carrera formaba parte del UCI Europe Tour 2019, dentro de la categoría UCI 1.1
Debido a las condiciones climáticas de la zona, la carrera fue anulada por las condiciones meteorológicas.

## Equipos participantes
Tomaron parte en la carrera 23 equipos: 1 de categoría UCI WorldTeam; 11 de categoría Profesional Continental; y 11 de categoría Continental. Formando así un pelotón de 156 ciclistas. Los equipos participantes fueron:
| WorldTeam- Lotto Soudal Equipos continentales profesionales (11)- Sport Vlaanderen-Baloise - Wallonie Bruxelles - Wanty-Groupe Gobert - Androni Giocattoli-Sidermec - Cofidis, Solutions Crédits - Direct Énergie - Israel Cycling Academy - Riwal Readynez - Roompot-Charles - Arkéa-Samsic - Vital Concept-B&B Hotels Equipos continentales (11)- Cibel-Cebon - Tarteletto-Isorex - Amore & Vita-Prodir - Bike Aid - Canyon DHB p/b Bloor Homes - CCC Development Team - EvoPro Racing - Metec-TKH Continental Cyclingteam p/b Mantel - Monkey Town-à Bloc CT - Differdange-GeBa - SwiftCarbon Pro Cycling |
| |

## Clasificación final
- Las clasificaciones finalizaron de la siguiente forma:[4]

| \| Clasificación general \| Clasificación general \| Clasificación general \| Clasificación general \| Clasificación general \| \| Ciclista \| Ciclista \| Equipo \| Tiempo \| \| \| --------------------- \| --------------------- \| --------------------- \| --------------------- \| --------------------- \| |          |        |        |
| |          |        |        |
| Fuente: ProCyclingStats |          |        |        |
| Clasificación general |          |        |        |
| Ciclista | Ciclista | Equipo | Tiempo |

## UCI World Ranking
Gran Premio Jean-Pierre Monseré otorgó puntos para el UCI World Ranking para corredores de los equipos en las categorías UCI WorldTeam, Profesional Continental y Equipos Continentales. Las siguientes tablas son el baremo de puntuación y los 10 corredores que obtuvieron más puntos:
| Posición   | 1.º | 2.º | 3.º | 4.º | 5.º | 6.º | 7.º | 8.º | 9.º | 10.º |
| Puntuación | 125 | 85  | 70  | 60  | 50  | 40  | 35  | 30  | 25  | 20   |

| Clasificación |              |        |        |
| Posición      | Ciclista     | Equipo | Puntos |
| ------------- | ------------ | ------ | ------ |
| 1.º           | Bandera de ? |        |        |
| 2.º           | Bandera de ? |        |        |
| 3.º           | Bandera de ? |        |        |
| 4.º           | Bandera de ? |        |        |
| 5.º           | Bandera de ? |        |        |
| 6.º           | Bandera de ? |        |        |
| 7.º           | Bandera de ? |        |        |
| 8.º           | Bandera de ? |        |        |
| 9.º           | Bandera de ? |        |        |
| 10.º          | Bandera de ? |        |        |